# Аурелія Місевічуйте
Аурелія Місевічуйте (нар. 24 квітня 1986) — колишня литовська тенісистка.
Найвищу одиночну позицію світового рейтингу — 284 місце досягла 29 вересня 2003, парну — 337 місце — 09 лютого 2004 року.
Здобула 1 одиночний титул туру ITF.
Завершила кар'єру 2011 року.

## Фінали ITF

### Одиночний розряд: 2 (1–1)
| Легенда          |
| ---------------- |
| турніри $100,000 |
| турніри $75,000  |
| турніри $50,000  |
| турніри $25,000  |
| турніри $10,000  |

| Фінали за покриттям |
| ------------------- |
| Тверде (1–0)        |
| Ґрунт (0–1)         |
| Трава (0–0)         |
| Килим (0–0)         |

| Результат | Дата           | Турнір            | Покриття | Суперниця     | Рахунок       |
| --------- | -------------- | ----------------- | -------- | ------------- | ------------- |
| Поразка   | 13 жовтня 2002 | Аїн Сохна, Єгипет | Ґрунт    | Ана Йованович | 4–6, 1–6      |
| Перемога  | 9 лютого 2003  | Доха, Катар       | Тверде   | Галина Фокіна | 6–4, 4–6, 6–4 |

### Парний розряд: 2 (0–2)
| Легенда          |
| ---------------- |
| турніри $100,000 |
| турніри $75,000  |
| турніри $50,000  |
| турніри $25,000  |
| турніри $10,000  |

| Фінали за покриттям |
| ------------------- |
| Тверде (0–1)        |
| Ґрунт (0–1)         |
| Трава (0–0)         |
| Килим (0–0)         |

| Результат | Дата            | Турнір                    | Покриття   | Партнерка     | Суперниці                        | Рахунок        |
| --------- | --------------- | ------------------------- | ---------- | ------------- | -------------------------------- | -------------- |
| Поразка   | 15 березня 2003 | Каунас, Литва             | Тверде (i) | Ліна Станчюте | Дар'я Кустова Олена Татаркова    | 1–6, 6–7(8–10) |
| Поразка   | 16 жовтня 2004  | Кастель-Гандольфо, Італія | Ґрунт      | Ніна Генкель  | Раффаелла Бінді Франческа Фраппі | 4–6, 6–3, 0–6  |